# 老公祠
25°04′42″N 121°36′22″E / 25.078419°N 121.606232°E
老公祠，是位於臺灣臺北市內湖區秀湖里大湖公園的陰廟，有人祭的傳說。

## 沿革
此祠座落於大湖公園一角，興建年代不可考 。外面柱子上有「青山碧玉源源進、麗水黃金滾滾來」對聯。裡面門邊外有「長者里民敬、老公眾共欽」對聯，中聯「考古留存跡」。
祠內無神像，只供著一座神位。2001年納莉颱風時，老公祠上面兩顆大石頭沖下來，卻沒有損壞該祠，有居民認為相當玄妙。
2004年3月12日，台北市文化局會同內湖文史工作室負責人陳金讚、文化大學大建築系教授李乾朗、淡江大學歷史系教授周宗賢及專家學者會勘，認為該地水閘見證內湖水利與產業發展史，可望登錄為臺北市文化資產，而且周邊的老榕、福佑宮、老公祠，都與水圳開闢有關，可思考一併納作整體景觀加以活化。

## 傳說
據文史工作室陳金讚在2003年表示，地方耆老相傳在台灣清治時期時十四份埤（今大湖公園）興建十四份圳土堤時經常崩塌損壞，工事不遂，一再拖延。遂有人建議用活靈祭（俗稱人柱）祈求工程早日竣工。於是主事者即採納此意見，派人至艋舺乞丐寮購買一位老乞丐，帶回後，先錦衣玉食善待了數日，然後將他活埋，獻給本座堤防。當地居民為了追念這位犧牲的乞丐，遂合力出錢蓋廟奉祀，並取名「老公祠」。
2017年1月開始到7月初，東森新聞網統計，大湖公園發生至少七起女性落水的事件，有兩位輕生死亡、 一人搶救保住一命，另有四位意外落水，讓這項傳聞再度引起討論。如該年2月18日凌晨民眾發現一位約六旬的女性浮屍；3月22日上午一名年約五旬婦女疑溺水，救起時已無呼吸心跳，送往內湖三總急救；7月4日早有一名約五十五歲的女子溺水，命危送醫等。
一位自稱有通靈體質的民俗工作者高薛琳姬在《中天新聞》說，老乞丐的魂魄已不在祠堂內，是別的亡魂住在這，並批評老公祠擺設插著桃紅色的花會讓男鬼想要娶妻，建議讓老公祠保持乾淨，較不易招致禍端。當地秀湖里里長謝明毅聽過此活人獻祭的傳說。他也表達會以科學方式處理，已於當地增設救生圈與竹竿，未來希望在湖邊增設警語。也有在民眾說自己在這已住二十年，沒有聽過這種事。戲說台灣曾改編老公祠的故事，拍作單元劇《乞食老公祠》。